# Straatfestival
Een straatfestival is een festival dat plaatsvindt op straat, over het algemeen in het centrum van een stad of dorp.
Straatfestivals zijn laagdrempelig, doordat zij meestal gratis toegankelijk zijn en vaak worden gehouden op toch al drukbezochte plaatsen. Typerend zijn de vaak kleinschalige culturele uitingen met ruimte voor plaatselijke (amateur)kunstenaars.
Een straatfestival strekt zich qua programmering zowel uit in tijd als in plaats waardoor er tegelijkertijd op verschillende locaties activiteiten bezocht kunnen worden. Zo vindt men er straattheater, straatmuzikanten, levende standbeelden en stoeptekeningen, maar ook vaak podia voor muziekbands, ballet, dans en acrobatiek.
In Nederland worden een aantal jaarlijkse gratis toegankelijke straatmuziekfestivals gehouden. De bekendste zijn:
- het Gouden Pet festival in Leiden (op zaterdag 25 juni 2023)
- het Nationaal Kampioenschap Straatmuziek in Elst (op zaterdag 17 juni 2023)
- het straatmuzikantenfestival in Alphen aan de Rijn (op zaterdag 26 augustus 2023)

Van het straatmuziekfestival All Mellow in Almelo is niet bekend of het dit jaar door gaat. 
In Duitsland wordt jaarlijks een grootschalig gratis toegankelijk straatmuziekfestival in Münster georganiseerd onder de naam Grünflächenunterhaltung (Vertaling: amusement op de groenvoorziening) op zaterdag 13 mei 2023 en 3 juni 2023. 
Een bekend buitenlands straatfestival wordt jaarlijks gehouden in Quebec. Hier treden dan losse onderdelen van het Cirque du Soleil op die try-outs geven voor de nieuwe shows. Ook het festival in Edinburgh is veelbezocht.

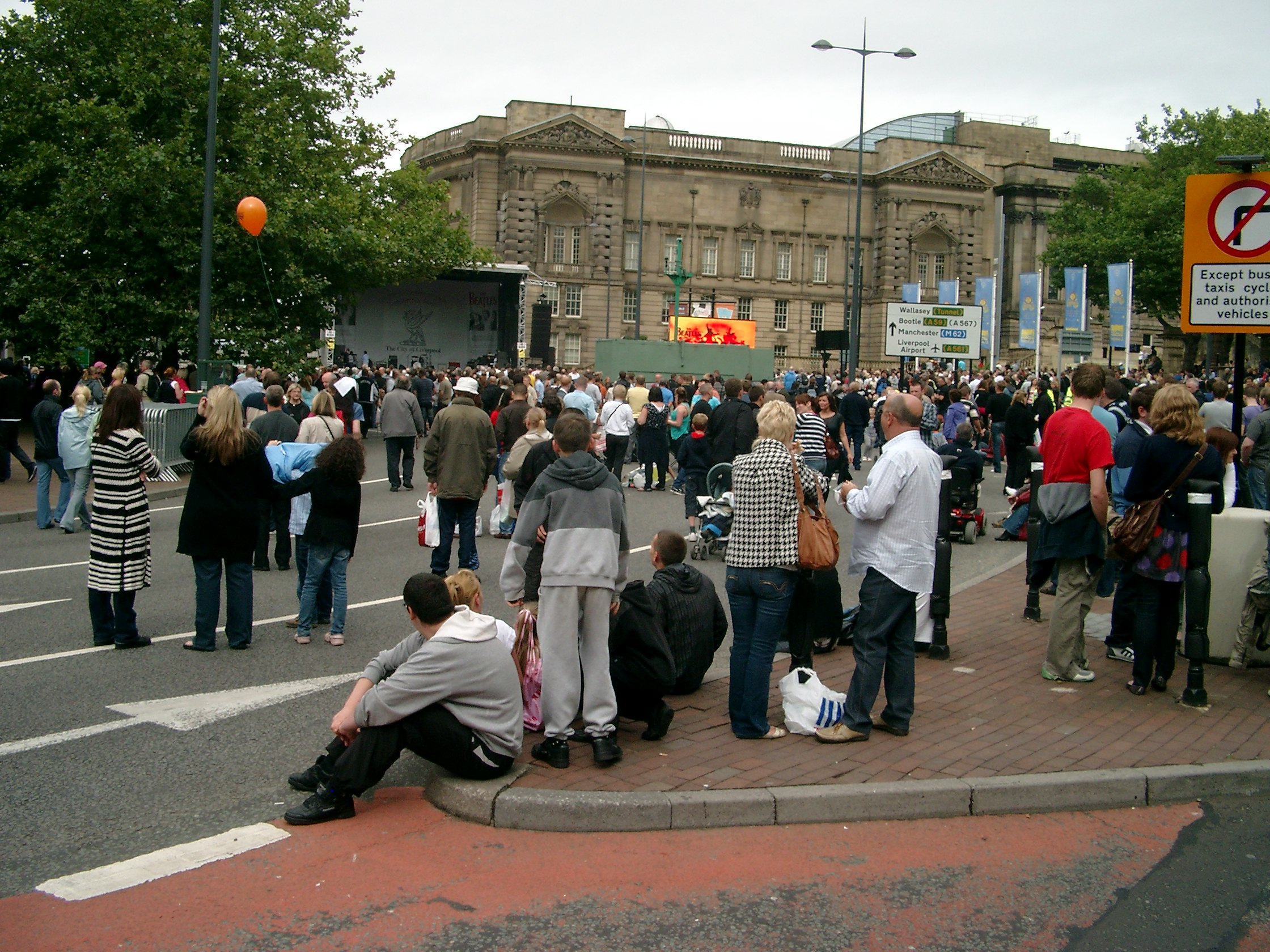
Mathew Street Festival (Liverpool)
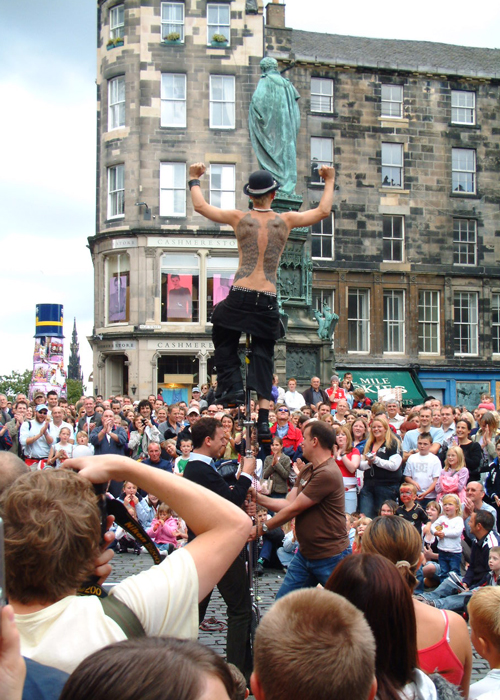
Edinburgh Festival